# Ogradena Nouă
Ogradena Nouă (în maghiară Újasszonyrét), a fost un sat în județul Caraș-Severin, care prin unirea, în perioada interbelică, cu Ogradena Veche a devenit Ogradena.

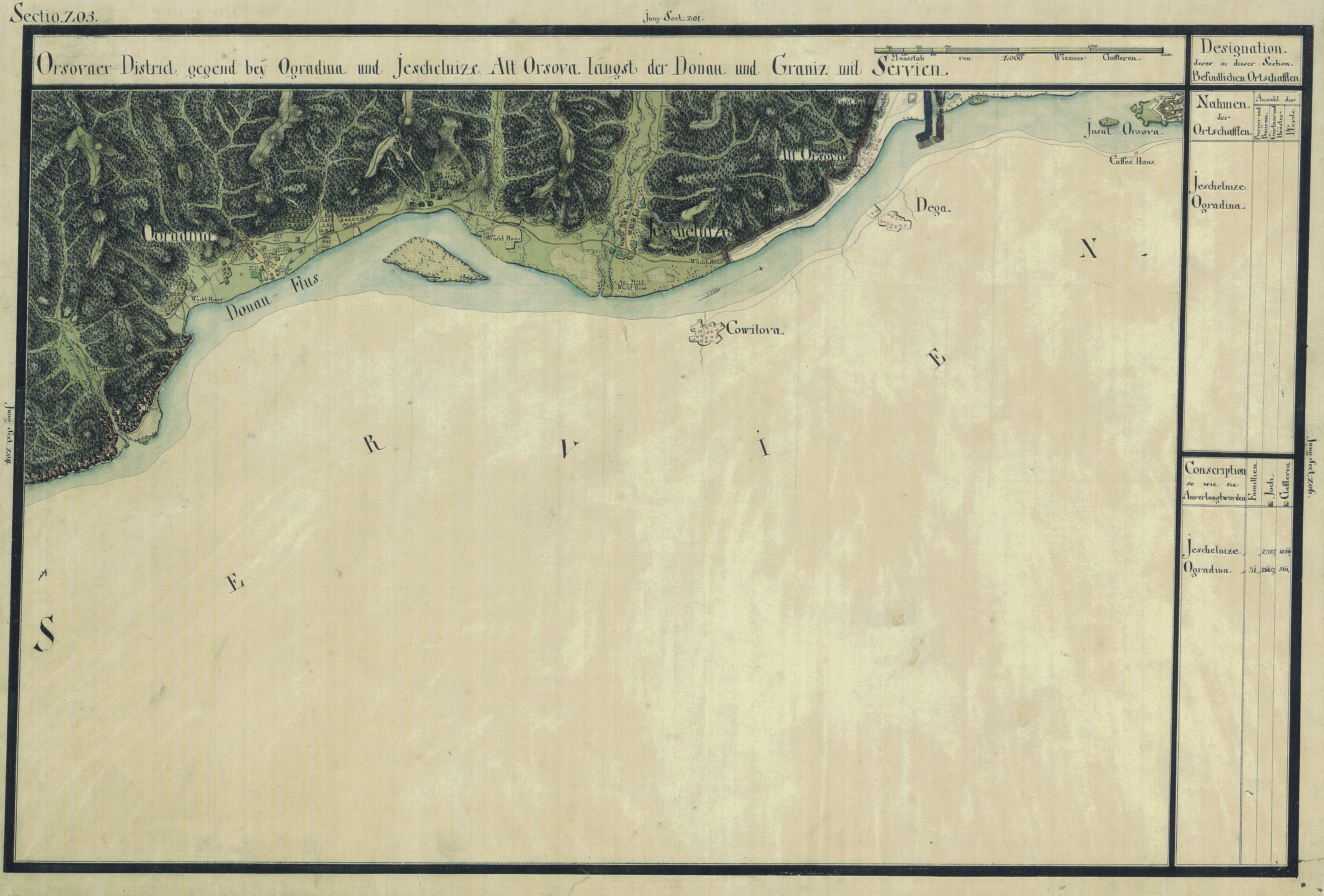
Ogradena Nouă în Harta Iosefină a Banatului, 1769-72